# Stazioni fantasma della metropolitana di Berlino
Dopo la seconda guerra mondiale la metropolitana di Berlino conobbe una situazione travagliata, nonostante gli ingenti danni alla rete fossero completamente riparati già nel 1950.
La divisione fisica della città, avvenuta a partire dal 1961 con la costruzione del muro di Berlino, portò di conseguenza alla divisione della rete metropolitana in due tronconi indipendenti; infatti negli anni sessanta nel territorio berlinese vi erano due reti metropolitane, che servivano rispettivamente il settore occidentale e orientale della città.
Tuttavia la divisione della metropolitana in due sezioni portò a una serie di problematiche: alcune linee di Berlino ovest percorrevano infatti un breve tratto nel settore orientale della città. Di conseguenza tutte le stazioni site nella parte orientale di Berlino, ma servite dalle linee metropolitane di Berlino ovest, vennero chiuse. Tali stazioni vennero considerate stazioni fantasma, in tedesco Geisterbahnhöfe (/ˈɡaɪ̯stɐbaːnˌhøːfə/).
Dopo la caduta del muro di Berlino tutte le stazioni riaprirono, comprese quelle che un tempo erano Geisterbahnhöfe. Dagli anni novanta le stazioni fantasma sono quindi nuovamente accessibili al pubblico.

## Storia

Mappa di Berlino con le aree d'occupazione.

Nel 1945 Berlino era una città devastata dai bombardamenti. Anche le infrastrutture, in particolare l'S-Bahn e la Metropolitana di Berlino, nota come U-Bahn, erano gravemente danneggiate, sia per le conseguenze del conflitto che per alcuni incidenti interni, quali l'allagamento di 63 km della rete metropolitana in seguito un'esplosione (forse causata dalle SS) nel Nord-Süd-Tunnel in un tratto sotto al Landwehrkanal, nei pressi della stazione di Friedrichstraße.
Nel secondo dopoguerra l'intera Germania fu divisa in quattro zone d'occupazione per scopi amministrativi.
Anche la capitale Berlino subì la stessa sorte, venendo suddivisa in quattro settori governati dalle quattro potenze alleate che sconfissero la Germania nazista. Poco dopo, tuttavia, le tre zone occidentali della città (quelle governate da Francia, Regno Unito e Stati Uniti) si unirono portando alla formazione di Berlino Ovest a cui si contrapponeva il settore sovietico conosciuto come Berlino Est.

### L'Est e l'Ovest
Nell'agosto del 1961 il governo della Repubblica Democratica Tedesca fece costruire il muro di Berlino, che impedì definitivamente il libero transito tra Berlino Est e Berlino Ovest. Di conseguenza anche la rete metropolitana, che aveva sino a quel momento servito l'intera città, fu divisa in due tronchi che ebbero sviluppi autonomi.

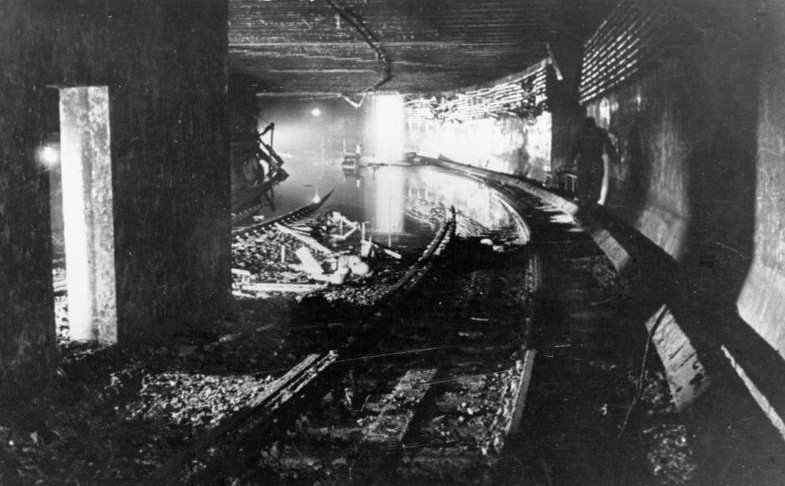
Un tunnel della S-Bahn devastato dagli allagamenti.

Nella divisione della metropolitana in due tronconi autonomi alcune linee della U-Bahn e della S-Bahn risultavano essere totalmente comprese in una delle due reti metropolitane; altre, invece, vennero divise in due parti poiché oltrepassavano il confine segnato dal muro. Nonostante i provvedimenti presi dalle autorità tedesche vi furono tre linee che attraversavano non solo Berlino Ovest ma anche una parte del centro storico di Berlino Est. Gli abitanti di Berlino Ovest continuarono a utilizzare le stazioni per i loro spostamenti quotidiani; ciononostante i treni occidentali non effettuavano fermate nella maggior parte delle stazioni comprese nel territorio di Berlino Est.
A tali stazioni fu ben presto applicato il nome Geisterbahnhof (letteralmente «stazione fantasma») dagli abitanti di Berlino Ovest, che potevano vedere queste stazioni solo attraverso i finestrini del metrò. Comunque il termine non è mai stato ufficiale; infatti le mappe della metropolitana di Berlino Ovest consideravano tali fermate delle «stazioni nelle quali i treni non fermano» (Bahnhöfe, auf denen die Züge nicht halten).
Caso ben diverso fu invece per le cartine della metropolitana di Berlino Est; queste ultime, infatti, non segnalarono affatto né l'esistenza di linee che penetravano nel territorio della città né la presenza di stazioni fantasma. Uniche invece furono le cartine distribuite nella stazione di Friedrichstraße, le quali rappresentavano tutte le linee della Berlino Ovest e ritraevano la città divisa in due parti.

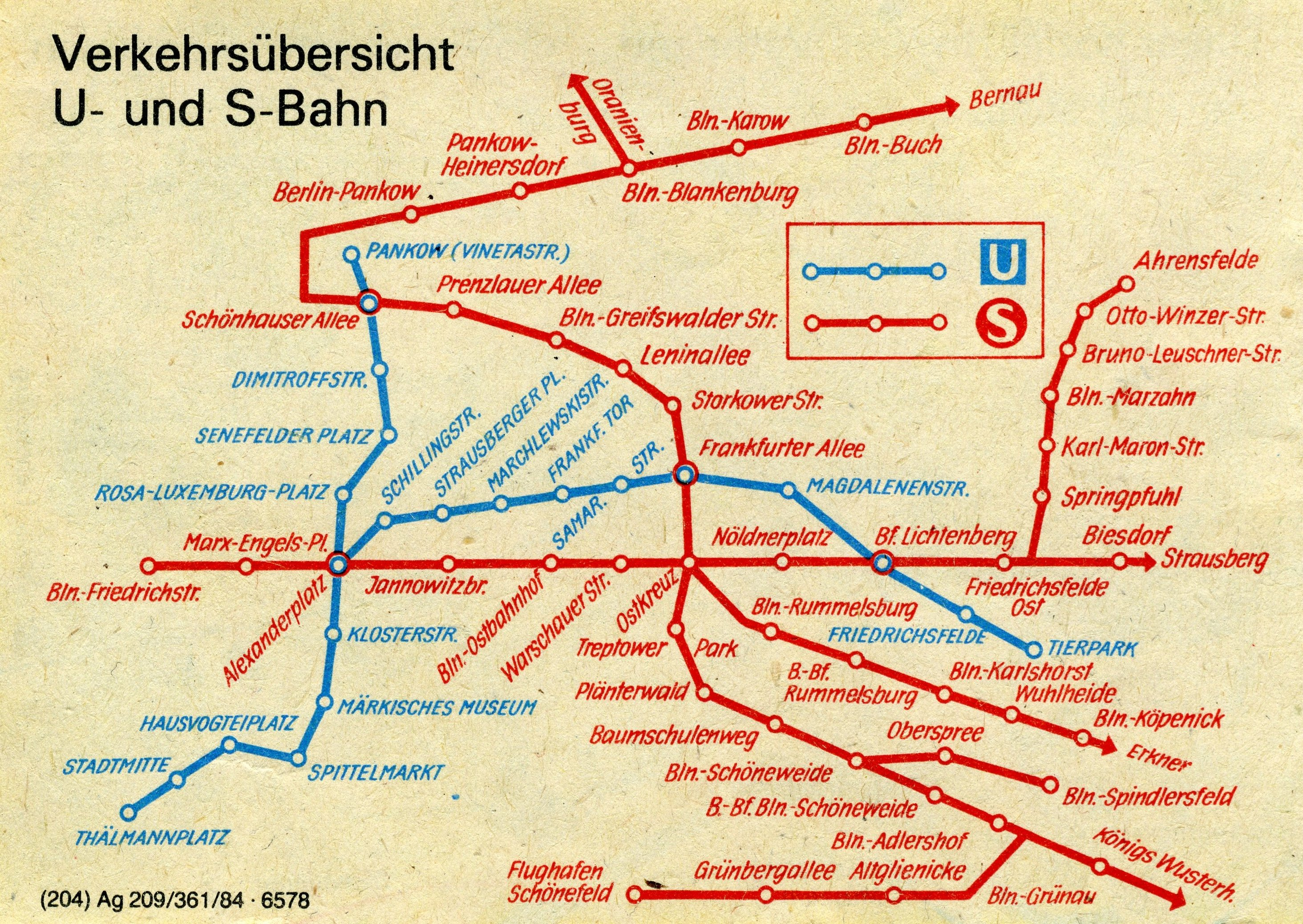
Cartina della rete della U-Bahn e della S-Bahn di Berlino Est stampata nel 1984.

La rete metropolitana era un punto focale dei trasporti pubblici di Berlino Ovest, però l'ente responsabile della rete metropolitana del settore occidentale della città aveva difficoltà a compiere lavori di manutenzione o di ristrutturazione in alcuni tratti che costeggiavano il territorio della parte orientale di Berlino. Inoltre, se un treno di Berlino Ovest avesse avuto un guasto nella parte orientale della città, i passeggeri avrebbero dovuto attendere l'aiuto della polizia di Berlino Est. Il governo della Germania dell'Est aveva a volte anche lasciato intendere che, un giorno, avrebbe impedito ai treni occidentali l'accesso a Berlino Est e che il settore orientale della metrò si sarebbe esteso raggiungendo anche le Geisterbahnhöfe.
Questo stato della rete metropolitana di Berlino permase per tutti i 28 anni della divisione della città.

### Alcuni casi particolari
La stazione di Friedrichstraße, nonostante fosse servita dalle linee occidentali e situata nella parte orientale della città, non era una Geisterbahnhof. Invece era un importante interscambio fra l'U6 e numerose linee della S-Bahn. I passeggeri di Berlino Ovest potevano passare senza problemi da una piattaforma all'altra senza mostrare i documenti; avevano anche la possibilità di uscire dalla stazione (e quindi entrare nel territorio di Berlino Est) previo controllo doganale.
La stazione della S-Bahn di Bornholmer Straße è stato l'unico caso di una stazione fantasma non sotterranea. Bornholmer Straße era situata vicino all'omonimo passaggio di confine. I treni di Berlino Ovest passavano senza fermarsi davanti alla stazione e i binari utilizzati per i treni occidentali e orientali erano separati l'un l'altro da un alto steccato.
Un'altra particolarità era nella stazione di Wollankstraße, sita nel territorio di Berlino Est ma appena oltre il confine. Essa rimase accessibile ai berlinesi dell'ovest, perché il tracciato del muro venne arretrato dall'altro lato della ferrovia.

### Le riaperture

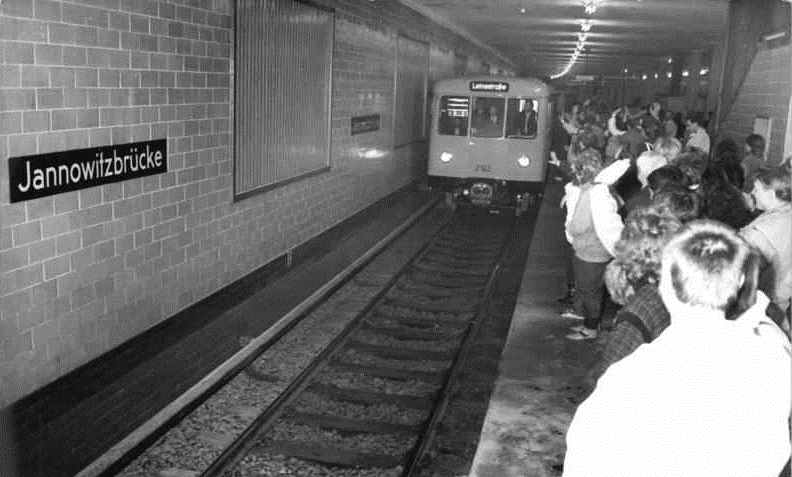
Jannowitzbrücke è appena riaperta: è l'11 novembre 1989.

La prima stazione a riaprire fu quella di Jannowitzbrücke (U8) l'11 novembre 1989, due giorni dopo la caduta del muro. La seconda stazione a riaprire al pubblico, il 22 dicembre 1989, fu quella di Rosenthaler Platz. Fu poi la volta di Bernauer Straße (U8), della quale il 12 aprile 1990 fu riaperta l'uscita settentrionale, mentre quella meridionale aprì solamente il 1º luglio successivo.
Il 2 luglio 1990, un giorno dopo l'apertura dell'uscita meridionale di Bernauer Straße, aprì la prima stazione fantasma della Nord-Süd-S-Bahn, vale a dire la stazione di Oranienburger Straße. Seguirono le stazioni di Unter den Linden e Nordbahnhof, aperte entrambe il 1º settembre 1990, e quella di Bornholmer Straße, riaperta nuovamente ai treni occidentali il 12 dicembre 1990. L'ultima stazione fantasma a essere aperta fu la stazione di Potsdamer Platz (3 marzo 1992).
Negli anni seguenti la U-Bahn e la S-Bahn incominciarono a essere riunificate, eliminando la divisione in due tronchi operata durante la guerra fredda. La rete metropolitana fu completamente unita solo nel 1995, dopo l'apertura della stazione di Warschauer Straße della U1. La S-Bahn invece raggiunse il suo stato pre-muro solo nel 2002.
A oggi, l'unica stazione fantasma della metropolitana di Berlino è Französische Straße, chiusa il 4 dicembre 2020 e sostituita da Unter den Linden, la quale dista solo 200 metri dalla stazione sopra citata.

## Elenco delleGeisterbahnhöfe

Mappa delle stazioni fantasma

| Stazione                | Linea             | Riapertura        | Note |
| ----------------------- | ----------------- | ----------------- | --- |
| Jannowitzbrücke         | Linea D (oggi U8) | 11 novembre 1989  | |
| Rosenthaler Platz       | Linea D (oggi U8) | 22 dicembre 1989  | |
| Bernauer Straße         | Linea D (oggi U8) | 12 aprile 1990    | Solo l'accesso settentrionale verso Berlino Ovest è stato aperto in questa data. L'accesso meridionale deve attendere il 1º luglio 1990. |
| Alexanderplatz          | Linea D (oggi U8) | 1º luglio 1990    | |
| Französische Straße     | Linea C (oggi U6) | 1º luglio 1990    | Chiusa nel 2020 per l'apertura della vicina stazione Unter den Linden in corrispondenza della linea U5                                   |
| Heinrich-Heine-Straße   | Linea D (oggi U8) | 1º luglio 1990    | |
| Nordbahnhof             | Linea C (oggi U6) | 1º luglio 1990    | Dal 2009 ha cambiato nome in Naturkundemuseum                                                                                            |
| Oranienburger Tor       | Linea C (oggi U6) | 1º luglio 1990    | |
| Stadtmitte              | Linea C (oggi U6) | 1º luglio 1990    | Venne chiusa solo la stazione della linea U6. La stazione della linea A di Berlino Est (oggi parte della U2) rimase in attività.         |
| Walter-Ulbricht-Stadion | Linea C (oggi U6) | 1º luglio 1990    | dal 1971 Stadion der Weltjugend, oggi Schwartzkopffstraße                                                                                |
| Weinmeisterstraße       | Linea D (oggi U8) | 1º luglio 1990    | |
| Oranienburger Straße    | Nordsüd-S-Bahn    | 2 luglio 1990     | Prima stazione fantasma della S-Bahn a riaprire.                                                                                         |
| Berlin-Nordbahnhof      | Nordsüd-S-Bahn    | 1º settembre 1990 | |
| Unter den Linden        | Nordsüd-S-Bahn    | 1º settembre 1990 | |
| Bornholmer Straße       | Nordsüd-S-Bahn    | 12 dicembre 1990  | |
| Berlin Potsdamer Platz  | Nordsüd-S-Bahn    | 3 marzo 1992      | |